# Литтл, Роберт
Роберт Александер Литтл (англ. Robert Alexander Little; 19 июля 1895, Хоторн, Мельбурн, Виктория, Австралия — 27 мая 1918, Не-ле-Мин, Не-ле-Мин, Па-де-Кале, Нор — Па-де-Кале, Франция) — наиболее успешный австралийский лётчик-ас времён Первой мировой войны, сбивший, по официальным данным, 47 вражеских самолётов.
Роберт Литтл родился в 1895 году в штате Виктория. Окончив учёбу, в 1915 году отправился в Великобританию, где за свой счёт прошёл лётную подготовку ещё до вступления в Королевскую военно-морскую авиационную службу. После отправки на Западный фронт в июне 1916 года в составе 8-й эскадрильи летал на самолётах «Sopwith Pup», «Sopwith Triplane» и «Sopwith Camel». В течение года Литтл сбил 38 вражеских самолётов, получив орден «За выдающиеся заслуги» с пряжкой и крест «За выдающиеся заслуги» с пряжкой, а также французский военный крест. С июля 1917 года находился в отпуске, в марте 1918 года добровольно вернулся на фронт, где сбил ещё 9 вражеских самолётов в составе 3-й эскадрильи (позднее 203-я эскадрилья Королевских ВВС). В ночь на 27 мая 1918 года был смертельно ранен в воздушном бою, после аварийной посадки на поле недалеко от Нё-ле-Мина. Умер в возрасте двадцати двух лет.

## Биография

### Молодые годы, семья и образование
Роберт Александер Литтл родился 19 июля 1895 года в Хоторне (пригород Мельбурна), в семье торговца медицинскими книгами Джеймса Литтла и его жены Сьюзан (ранее Смит, урождённая Соломон). Мать была родом из Виктории, а отец был по происхождению канадским шотландцем, приехавшим в Мельбурн в конце 1880-х годов. Роберт был одним из их четырёх детей в семье, и вместе с младшим братом Джеймсом поступил в Шотландский колледж в Мельбурне. Там он не демонстрировал особых успехов в учёбе, но стал медалистом соревнований по плаванию. В 15 лет Роберт бросил учёбу и в качестве коммивояжёра включился в отцовский бизнес (Джеймс Литтл был импортёром медицинского оборудования и литературы). Когда в августе 1914 года началась Первая мировая война, он жил со своей семьей в Уинсоре (штат Виктория).

### Обучение на пилота и бои 1916—1917 годов
Давно интересовавшийся авиацией Литтл решил поступить в Центральную лётную школу Армии Австралии в Пойнт-Куке, однако не сумел пройти конкурс на одно из четырёх свободных мест и был отвергнут наряду с сотнями других неудачливых претендентов. В июле 1915 года Литтл решил отправиться в Великобританию и там за свой счёт получить лицензию пилота. В октябре того же года Литтл получил лётный сертификат Королевского аэроклуба в Хендоне и 14 января 1916 года в звании младшего лейтенанта был зачислен на испытательный срок в Королевскую военно-морскую авиационную службу. Первое время Литтл страдал от высотной болезни, возможно, вызванной пара́ми касторового масла, применявшегося в качестве смазки в двигателе самолёта, на котором он летал в Англии.
В июне 1916 года Литтл прибыл во Францию для прохождения службы в 1-м военно-морском крыле, базировавшемся в Дюнкерке, где первоначально летал на бомбардировщике «Sopwith 1½ Strutter». 16 сентября того же года Литтл женился на Вере Гертруде Филд в конгрегационалистской церкви Дувра. В следующем месяце он был отправлен в 8-ю эскадрилью, воевавшую на Западном фронте, где начал летать на истребителе «Sopwith Pup» вместе с ещё одним австралийцем Стэнли Гоблом. 23 ноября Литтл одержал первую победу, сбив вражеский двухместный самолёт к северо-востоку от Ла-Басе. 11 и 20 декабря им были уничтожены ещё два вражеских самолёта, а после того, как 1 января 1917 года Литтл сбил самолёт-разведчик, он был награждён крестом «За выдающиеся заслуги» за «выдающуюся  храбрость в боях и за сбитие вражеских машин»; сообщение о награждении было опубликовано 16 февраля. 4 декабря Литтл и Гобл «дрались, как сумасшедшие», с численно превосходящей группой германских истребителей, каждый из пилотов записал на счёт по одному самолёту марки «Halberstädter Flugzeugwerke». Литтл не вернулся на аэродром вместе с Гоблом, и его сочли сбитым, однако на деле он был вынужден приземлиться вблизи союзных позиций для исправления заклинившего пулемёта, после чего вновь вернулся в бой.

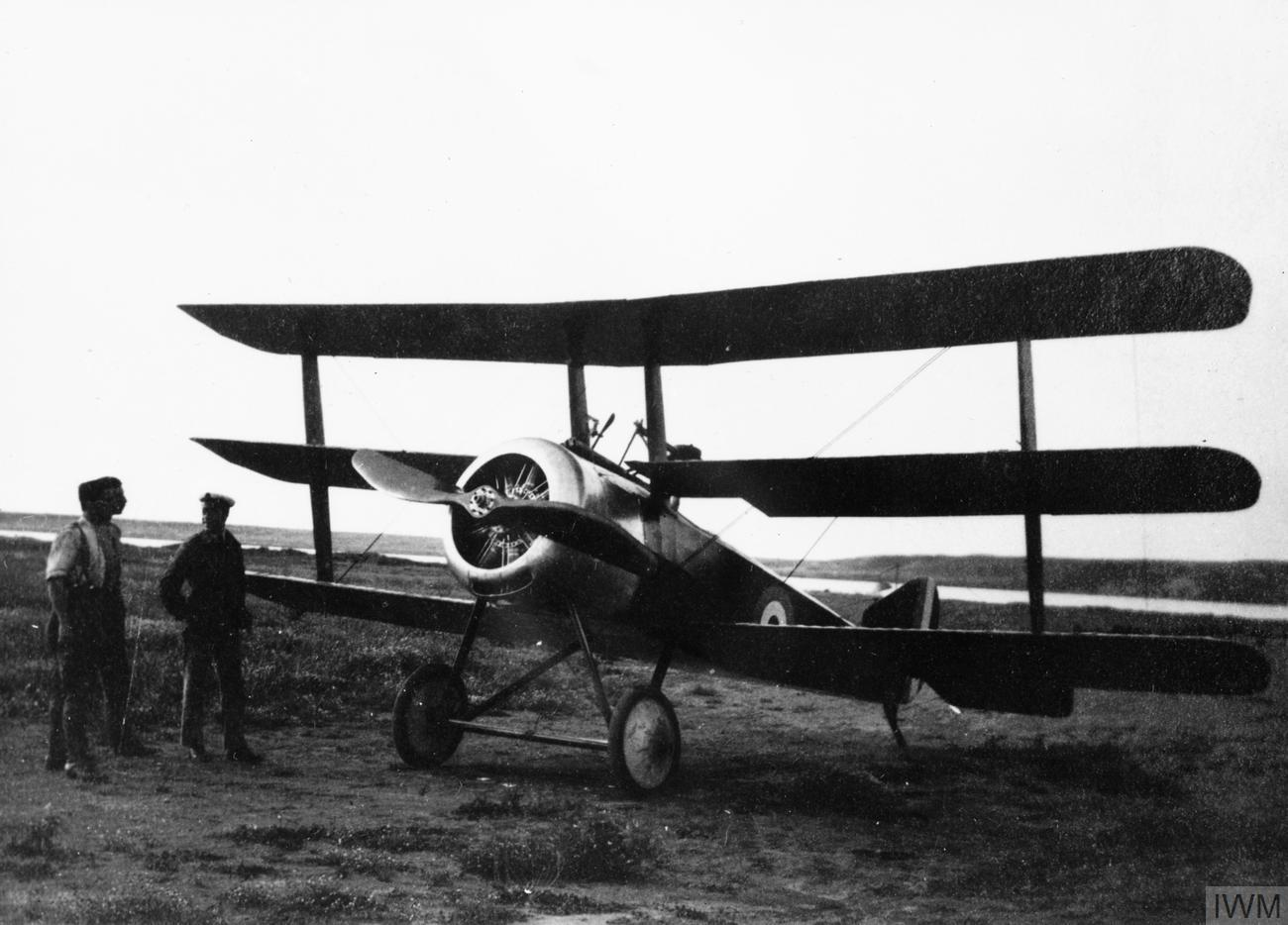
Самолёт «Sopwith Triplane» Королевских ВВС, 1917—1918 год.

В марте-апреле 1917 года эскадрилья Литтла была переоснащена, получив на вооружение новые, более совершенные истребители «Sopwith Triplane». 24 апреля 1917 года Литтл принудил к посадке вражеский «DFW C.V» и лично взял в плен его экипаж, угрожая пистолетом. Во время приземления Литтл перевернул свой самолёт, попав в канаву, что побудило вражеского пилота отметить: «всё выглядит так, будто я сбил тебя, а не ты меня». К концу апреля количество сбитых Литтлом вражеских самолётов достигло 24, в их число вошли три «Aviatik», сбитые 28, 29 и 30 апреля, 6 повреждённых и ещё 6 уничтожённых с 9 мая, включая ещё один «Aviatik», сбитый 26 июня. К 10 июля количество уничтоженных Литтлом самолётов достигло 28, в частности, он четырежды сбивал по два самолёта за день. 29 июня Литтл был удостоен пряжки (знака вторичного награждения) к кресту «За выдающиеся заслуги» за «исключительную смелость и мастерство в воздушных боях», а 11 июля — французским Военным крестом, став вместе с  ещё одним австралийцем, Родериком Далласом, одним из трёх первых лётчиков Британской империи, удостоенных этой награды. Литтл стал лучшим пилотом эскадрильи, летавшем на триплане. В большинстве случаев это был самолёт под номером «N5493», прозванный Литтлом «Блимп» (англ. Blymp) — в честь домашнего прозвища его новорожденного сына Алека, родившегося в марте 1917 года. Когда в эскадрилью поступили новые «Sopwith Camel», на одном из них Литтл сбил за остаток июля ещё 10 вражеских самолётов (в дополнение к четырём, уничтоженным за первые дни месяца на триплане; включая несколько «Aviatik», уничтоженных 16, 20, 22 и 27 июля). После этого, в августе 1917 года, Литтл был отправлен в Англию на отдых, получив звание капитана авиации; к этому времени он одержал победу над 38 вражескими самолётами, из которых 15 были уничтожены или захвачены. 11 августа Литтл был награждён орденом «За выдающиеся заслуги» «за исключительное мастерство и отвагу», а 14 сентября получил пряжку к этой награде за «замечательную храбрость и дерзновение в боях с вражескими машинами». 11 декабря он был упомянут в донесениях, а в следующем месяце назначен командиром авиазвена.

### Последние дни
После отпуска в Англии, где Литтл провёл несколько месяцев с женой и сыном, он отклонил назначение в штаб и добровольно вернулся на Западный фронт, вступив в марте 1918 года в 3-ю эскадрилью КВМАС подполковника Коллишо. 1 апреля эскадрилья была переименована в 203-ю эскадрилью Королевских ВВС, созданных путём объединения Королевской военно-морской авиационной службы и Королевского авиационного корпуса. Новоиспечённый капитан ВВС вновь сел за штурвал самолёта «Sopwith Camel» и сбил ещё 9 самолётов противника, начиная с уничтоженного 1 апреля «Fokker Triplane» и закончив 22 мая двумя «Albatros Flugzeugwerke» и «Deutsche Flugzeug-Werke». 21 апреля 1918 года Литтл был сбит германским асом Фридрихом Эманом, однако остался невредим.
Вечером 27 мая, в полнолуние, Литтл получил сообщение о германских самолётах «Gotha», бомбящих близлежащий французский городок Сен-Омер, и лично вылетел на перехват. После того, как он сблизился с одним из бомбардировщиков, его самолёт попал в свет прожектора, после чего Литтла ранило пулей, прошедшей через оба бедра. Раненый Литтл совершил аварийную посадку на поле близ Не-ле-Мина, где и умер от потери крови прежде, чем был обнаружен на следующее утро проходившим мимо жандармом. Тело было опознано его другом и товарищем Чарльзом Букером, во время осмотра у Литтла были обнаружены переломы черепа и лодыжек, видимо, полученные при аварийной посадке. Командир эскадрильи Коллишо инициировал расследование, но так и не смог выяснить, попала в Литтла пуля с бомбардировщика или с земли.

## Личностные качества

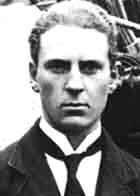
Литтл в гражданской одежде.

Несмотря на доблесть Литтла в бою, по профессиональным лётным качествам он был рядовым пилотом, прошедшим через ряд аварий и крушений. Успех в качестве лётчика-истребителя Литтлу обеспечили острый глаз, меткость и такое качество, как безрассудная храбрость, выражавшееся в готовности в одиночку драться с группой самолётов противника и способности вести огонь с очень коротких дистанций — порядка 25 ярдов. В стремлении сократить дистанцию до минимума он дважды сталкивался с вражескими самолётами. Пилот 8-й эскадрильи Реджи Соар позже вспоминал: «хоть Литтл не был блестящим лётчиком, однако он был одним из самых агрессивных… выдающийся стрелок как из револьвера, так и из винтовки»; лётчик-ас Роберт Компстон говорил, что Литтл был «не столько лидером, сколько блестящим одиночкой… Небольшого роста, угрюмый, он казался воплощением боевой мощи». В эскадрилье его прозвали «Рикки» — в честь мангуста Рикки-Тикки-Тави из одноимённого рассказа Киплинга. Многие из тех, кто знал Литтла ближе, видели и более человечные стороны его натуры: так, Соар отмечал, что Роберт «коллекционировал дикие цветы», а жена Литтла говорила, что его внешность на фотографиях даёт неверное представление о его чувстве юмора. Командир эскадрильи Рэймонд Коллишо называл Литтла выдающейся личностью: «отважный, агрессивный и мужественный, но при этом спокойный и добродушный. Решительный и смелый человек».

## Память

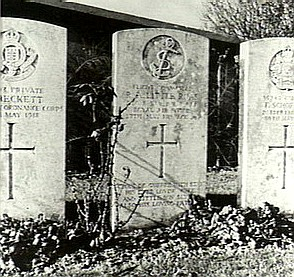
Могила Литтла на Британском военном кладбище в Ваване.

Литтл был похоронен на сельском кладбище в Не-ле-Мине, прежде чем его тело было перенесено на Британское кладбище в коммуне Ваван (Па-де-Кале). Погибший в возрасте двадцати двух лет Литтл оставил после себя вдову и сына. В соответствии с пожеланиями Литтла его жена уехала в Австралию, чтобы там растить их ребёнка. В 1920 году она вышла замуж во второй раз. Позже Алек возглавил лабораторию электроники в Университете Мельбурна, и, так и не женившись, жил до своей смерти в 1976 году с матерью, пережившей его на год.
Из 47 сбитых Литтлом вражеских самолётов, 20 были записаны как «уничтоженные», 2 как «захваченные», и 25 как «выведенные из строя»; предполагалось, что на его счету были и другие самолёты, не учтённые в официальном списке. Литтл вошёл в число самых успешных асов Содружества времён Первой мировой войны, став в этом списке первым австралийцем, опередив Стэнли Далласа, на чьё имя официально записаны 39 побед, хотя современные исследователи приписывают последнему и более пятидесяти.
Сослуживцы Литтла преподнесли его вдове настенные часы, встроенные в лопасть винта триплана, на котором летал погибший ас. Позднее вдова передала их на хранение в Австралийский военный мемориал, вместе с фотографиями, наградами, лётным шлемом и деревянным крестом с первоначального места захоронения.
Самолёт «Sopwith Pup» с номером N5182, на котором летал Литтл, был восстановлен до лётного состояния и в октябре 1976 года возглавил воздушный парад в честь бриллиантового юбилея эскадрильи, после чего был помещён в постоянную экспозицию Музея Королевских ВВС. Одно из зданий Академии Сил обороны Австралии в Канберре, открытое в 1986 году, носит имя Литтла.